# Kanton Les Deux-Sevi
Kanton Les Deux-Sevi (francouzsky Canton des Deux-Sevi) je francouzský kanton v departementu Corse-du-Sud v regionu Korsika. Tvoří ho 9 obcí.

## Obce kantonu
- Cargèse
- Cristinacce
- Évisa
- Marignana
- Osani
- Ota
- Partinello
- Piana
- Serriera